# 陸軍兵器行政本部
陸軍兵器行政本部（りくぐんへいきぎょうせいほんぶ）は、1942年から1945年まで日本陸軍に設けられた機関で、陸軍省の外局である。陸軍の兵器について、製造・補給、研究開発・試験、教育を一元的に統括した。

## 概要
太平洋戦争の戦局悪化に伴い、陸軍はさらなる兵器関係機関の統合に迫られた。1942年（昭和17年）10月15日、「陸軍兵器行政本部令」（昭和17年10月10日勅令第674号）により、陸軍省兵器局、陸軍技術本部の総務部・第1部から第3部、陸軍兵器本部を統合し、陸軍兵器行政本部を新設。陸軍兵器学校を隷下とし、さらに、陸軍兵器廠内の造兵廠・補給廠、技術本部内の第1から第9研究所を独立させ兵器行政本部長の直属とした。本部長は陸軍大臣に隷した。
戦局の悪化に伴い、1945年（昭和20年）5月、満州の造兵廠・兵器補給廠を関東軍の隷下とした。さらに同年6月、朝鮮の造兵廠・兵器補給廠、台湾・九州・四国の兵器補給廠を、それぞれ現地軍管区司令官の隷下とした。
終戦を迎え、「陸軍兵器行政本部令」は1945年（昭和20年）11月10日勅令第631号により廃止された。

## 歴代本部長
- 小須田勝造 中将：1942年10月15日 -
- （兼）木村兵太郎 中将：1943年3月11日 -
- 菅晴次 中将：1944年8月30日 -

## 所属組織
- 総務部長 
  - 菅晴次 中将：1942年10月15日 -
  - 伊藤鈴嗣 少将：1944年8月30日 -
- 技術部長 
  - 小池国英 中将：1942年10月15日 -
  - 本部長事務取扱：1945年4月1日 -
- 造兵部長 
  - 長谷川治良 中将：1942年10月15日 -
  - 武田信男 少将：1943年12月27日 -
- 補給部長 
  - 平野熙 少将：1942年10月15日 -
  - 権藤恕 少将：1945年5月23日 -
- 教育部長 
  - 船引正之 中将：1942年10月15日 -
  - 鹿島秀雄 少将：1943年6月10日 -
- 調査部長
  - 井上作巳 中将：1942年10月15日 -
  - （兼）鹿島秀雄 少将：1943年11月25日 -
- 経理部長 
  - 井上議作 主計少将：1942年10月15日 -
- 医務部長
  - 松村桓 軍医少将：1942年10月15日 -
  - 大森東一郎 軍医少将：1945年2月6日 -
- 幹部候補生隊
- 陸軍兵器学校
- 第1陸軍技術研究所
- 第2陸軍技術研究所
- 第3陸軍技術研究所
- 第4陸軍技術研究所
- 第5陸軍技術研究所
- 第6陸軍技術研究所
- 第7陸軍技術研究所
- 第8陸軍技術研究所
- 第9陸軍技術研究所
- 第10陸軍技術研究所
- 多摩陸軍技術研究所
- 東京第1陸軍造兵廠
  - 東京第1造兵廠研究所
  - 大宮製造所（光学）
  - 仙台製造所（銃弾）
  - 川越製造所（銃弾）
  - 第1製造所（銃弾）
  - 第2製造所（通信）
  - 第3製造所（弾丸）
  - 小杉製造所（信管）
- 東京第2陸軍造兵廠
  - 坂市製造所（火薬）
  - 宇治製造所（火薬）
  - 荒尾製造所（火薬）
  - 岩鼻製造所（火薬）
  - 曽根製造所（火薬）
  - 多摩製造所（火薬）
  - 深谷製造所（火薬）
  - 忠海製造所（火薬）
  - 香里製造所（火薬）
  - 板橋製造所（火薬）
  - 櫛挽製造所（火薬）
  - 東京第2造兵廠研究所
- 相模陸軍造兵廠
  - 第1製造所（戦車）
  - 第2製造所（弾丸）
- 名古屋陸軍造兵廠
  - 熱田製造所（小口径砲）
  - 鳥居松製造所（銃器）
  - 鷹来製造所（銃弾）
  - 高藪製造所（弾丸）
  - 千種製造所（機砲）
  - 駿河製造所（機砲）
  - 楠製造所（機砲）
  - 柳津製造所（機砲）
- 大阪陸軍造兵廠
  - 枚方製造所（弾薬）
  - 白浜製造所（舟艇）
  - 石見製造所（薬莢）
  - 播磨製造所（素材）
  - 第1製造所（砲）
  - 第4製造所（素材）
- 小倉陸軍造兵廠
  - 春日製造所（機砲）
  - 糸口山製造所（機砲）
  - 第1製造所（部品）
  - 第2製造所（機砲）
  - 第3製造所（弾丸）
- 仁川陸軍造兵廠 → 朝鮮軍管区へ移管（1945.6.）
  - 平壌製造所
  - 第1製造所
- 南満陸軍造兵廠（奉天）→ 関東軍へ移管（1945.5.）
  - 第1製造所
  - 第2製造所
  - 第3製造所
- 東京陸軍兵器補給廠
- 千葉陸軍兵器補給廠
- 名古屋陸軍兵器補給廠
- 大阪陸軍兵器補給廠
- 岡山陸軍兵器補給廠
- 広島陸軍兵器補給廠
- 小倉陸軍兵器補給廠 → 西部軍管区へ移管（1945.6.）
- 平壌陸軍兵器補給廠 → 朝鮮軍管区へ移管（1945.6.）
- 南満陸軍兵器補給廠（奉天）→ 関東軍へ移管（1945.5.）
- 台湾陸軍兵器補給廠（台北） → 台湾軍管区へ移管（1945.6.）
- 北海道陸軍兵器補給廠
- 仙台陸軍兵器補給廠